# جيني هوفمان
جيني هوفمان (بالإنجليزية: Jennifer E. Hoffman)‏ هي فيزيائية أمريكية، ولدت في 7 يناير 1978.

## وصلات خارجية
- الموقع الرسمي